# Abschnittsbefestigung Niederwall
Die Abschnittsbefestigung Niederwall ist eine abgegangene früh- oder hochmittelalterliche Höhenburg auf 591 m ü. NHN etwa 600 m östlich von Niederwall, einem Gemeindeteil der Gemeinde Riedering im Landkreis Rosenheim von Bayern. Sie wird als Bodendenkmal unter der Aktennummer D-1-8139-0014 als „Abschnittsbefestigung des frühen und hohen Mittelalters“ geführt.

## Beschreibung
Diese frühmittelalterliche eckig-ovale Abschnittsbefestigung liegt auf einem Bergzug in einem Waldgebiet östlich Niederwall. Sie hat die Ausmaße von 400 m in West-Ost-Richtung und 120 m in Nord-Süd-Richtung. Sie überragt Niederwall um etwa 80 m. Nördlich und südlich des Bergzuges verlaufen zwei Gerinne, die in den zum Simssee führenden Aubach entwässern.